# الجبل الأقرع

قمم جبال اللاذقية والضباب يتسلق في الوديان وفي الأفق البعيد يبدو الجبل الأقرع والصورة من أعلى قمة في بيت ياشوط

الجبل الأقرع (بالتركية: Kel Dağı)، جبل يقع في أقصى جنوب غرب لواء إسكندرون (وهو محافظة في تركيا الآن)، وقد كان ضمن الأراضي السورية حتى عام 1939. يقع بالتحديد قرب مدينة كسب المصيف السوري المشهور ويطل مباشرة على البحر بارتفاع 1736 متر عن سطح البحر.

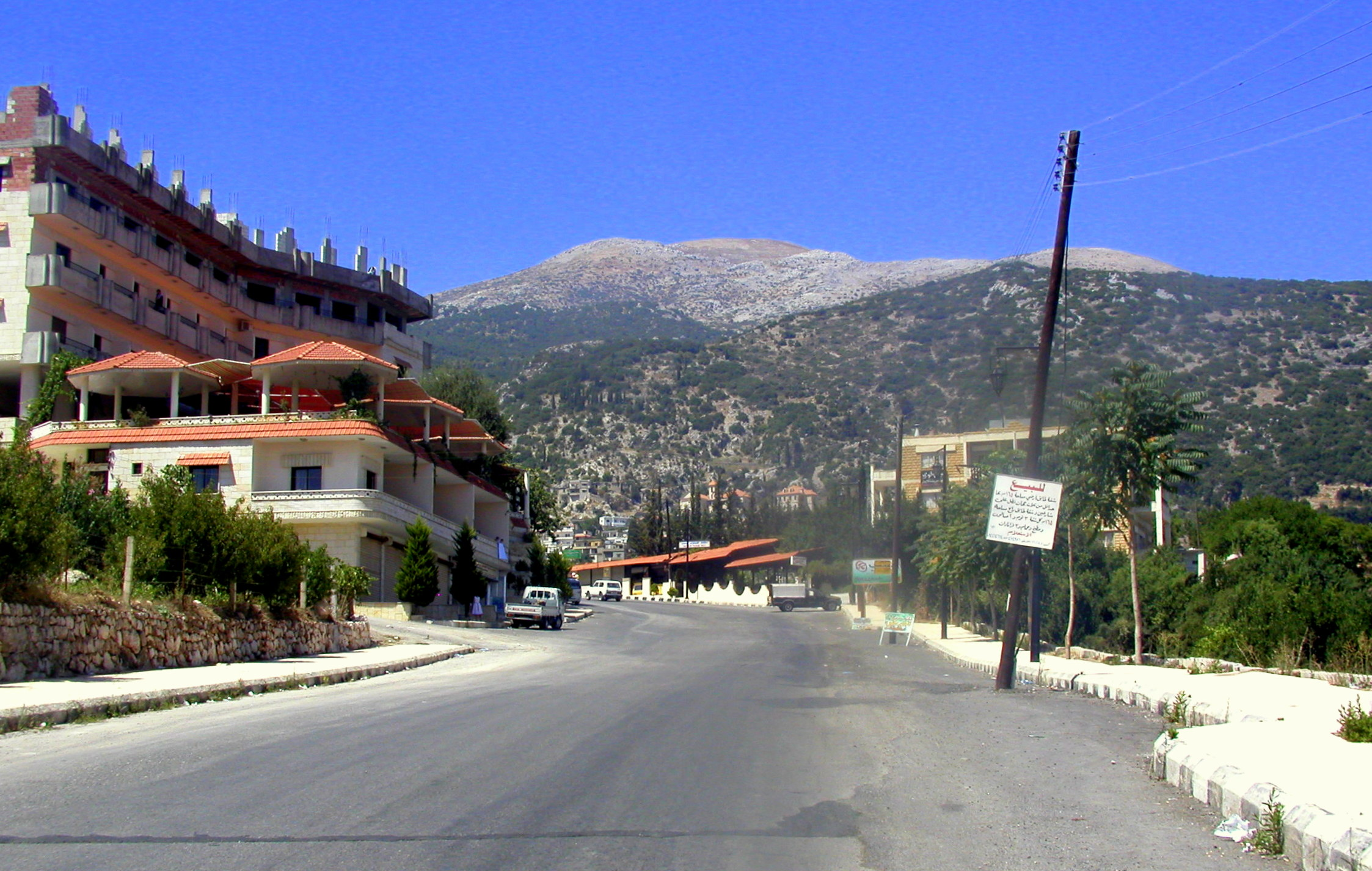
الجبل الأقرع في الأفق خلف كسب، محافظة اللاذقية

يتميز هذا الجبل بأنه أجرد من الأشجار بسبب تضاريسه الصعبة في منطقة معروفة بغاباتها وبأشجارها الكثيفة.
قديما كان الجبل الأقرع موطناً للإله هدد المسمى بعل صفون، إذ وضعت الشعوب التي سكنت الساحل السوري وجبال اللاذقية ربها في أول مكان تسطع عليه الشمس في تلك المنطقة.

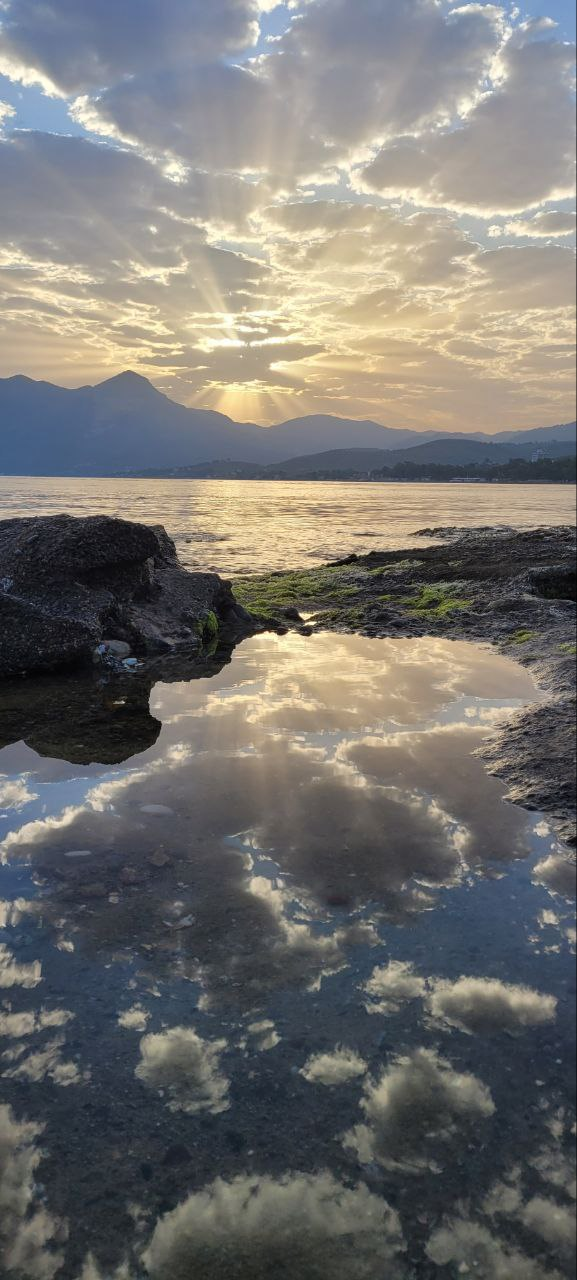
جبل الأقرع